# 光明寺 (明石市)
光明寺（こうみょうじ）は、兵庫県明石市鍛治屋町にある浄土宗の寺院。1885年（明治18年）8月9日、山陽道御巡幸中の明治天皇が宿泊した場所でもあり、 1976年（昭和51年）2月5日に明治天皇行在所跡として市指定文化財に指定されている 。通称「浜光明寺」と呼ばれている。

## 歴史
1619年]（元和5年）明石城築城時に三木市から現在地に移築された。1729年（享保14年）藤原国次によってに作られた釣鐘は、明石市内最大級で市の指定文化財になっている。また、明治天皇が宿泊した「明治天皇行在所跡」も残っている。

## 境内

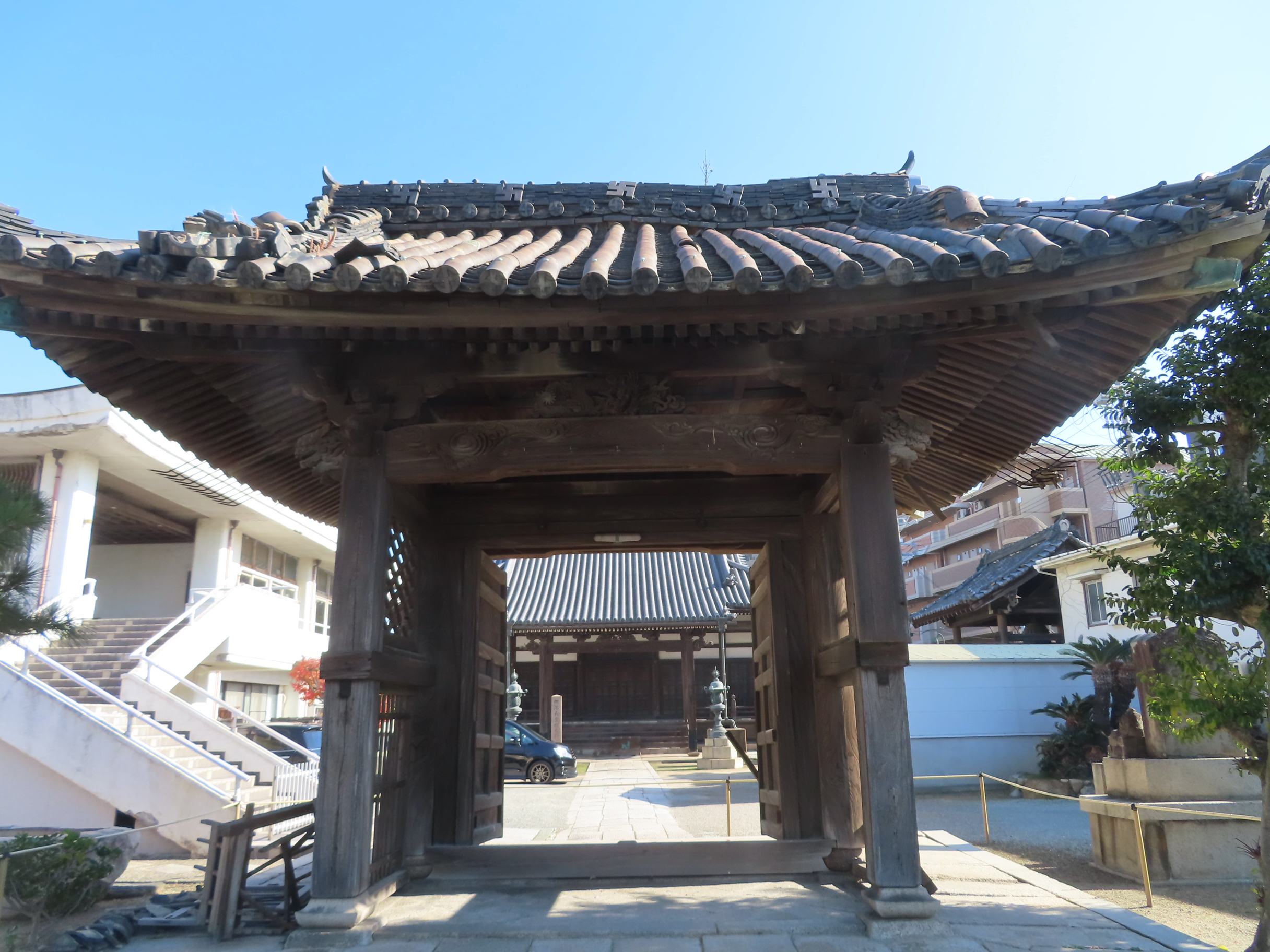
山門

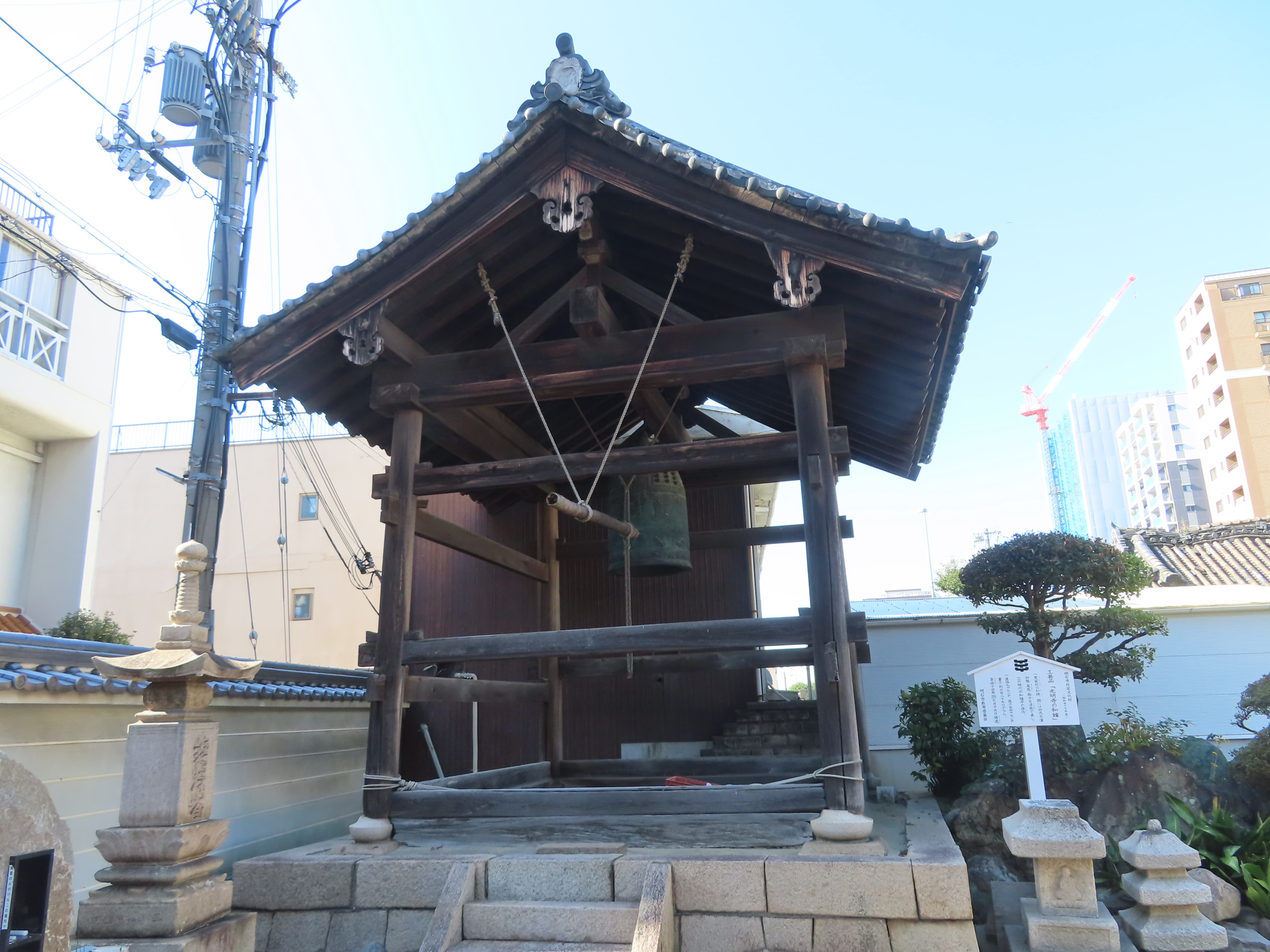
鐘楼

本堂は、明石市内の寺院で最大級の大きさ。山門、観音堂、鐘楼が配置されている。和鐘は市指定文化財に指定されており、明石市内では最大である。
- 山門
- 本堂：1751年（寛延4年）の再建時、明石城築城の際に余った木材が使われる。
- 観音堂
- 鐘楼：1729年（享保14年）完成
  - 和鐘：明石市指定文化財[2]

## 文化財
文化財は、兵庫県指定文化財が絵画で1件、明石指定文化財が工芸品と史跡で2件指定されている。
- 兵庫県指定文化財[3]
  - 名称：麻布著色盂蘭盆曼荼羅（あざぶちゃくしょくうらぼんまんだら）
    - 種別：絵画
    - 指定日： 1984年（昭和59年）3月28日
    - 幅： 135センチメートル
    - 長さ： 215センチメートル
    - 形状：軸物
- 明石市指定文化財[2]
  - 名称：光明寺の和鐘
    - 種別：工芸品
    - 指定日： 1973年（昭和48年）2月2日
    - 作者：藤原国次（京都）
    - 製作：1729年（享保14年）7月15日鋳造

  - 名称：光明寺の明治天皇行在所跡
    - 種別：史跡
    - 指定日： 1976年（昭和51年）2月5日

## 周辺
- JR西日本山陽本線明石駅
- 山陽電鉄山陽明石駅
- 明石市役所
- 明石警察署 本町交番
- 兵庫県立明石公園
- 明石港

## アクセス
- JR西日本山陽本線明石駅、山陽電鉄山陽明石駅から南に徒歩約5分